# Тебуев, Ансар Магометович
Ансар Магометович Тебуев (1952—2004) — сотрудник советских и российских органов внутренних дел, государственный деятель.

## Биография
Ансар Магометович Тебуев родился 19 января 1952 года в селе Грозное (ныне — Аманбаево Кара-Бууринского района Таласской области Кыргызстана). После окончания средней школы отслужил срочную службу в рядах Вооружённых Сил СССР. В 1976 году окончил Саратовский государственный педагогический институт, получив специальность правоведа.
По завершении учёбы Тебуев был направлен на службу в органы Министерства внутренних дел СССР. На протяжении полутора десятков лет работал на различных должностях в системе Министерства внутренних дел Туркменской ССР, первоначально был обычным следователем, затем начальником следственного отдела, заместителем начальника, начальником городского отдела милиции. С 1987 года — на руководящей работе в УВД республиканской столицы — города Ашхабада, был заместителем начальника уголовного розыска, затем заместителем начальника всего УВД.
После распада СССР Тебуев перевёлся в Карачаево-Черкесию, где возглавил Усть-Джегутинский районный отдел внутренних дел. В 1996 году назначен первым заместителем министра внутренних дел и одновременно начальником криминальной милиции Министерства внутренних дел Карачаево-Черкесской Республики. В конце 1999 года был освобождён от занимаемой должности в связи с возбуждением против него уголовного дела по обвинению в хранении незарегистрированных боеприпасов, однако позднее решением суда был восстановлен на службе. Выдвигался кандидатом в депутаты Государственной Думы, однако проиграл на выборах.
В сентябре 2003 года Тебуев в звании полковника милиции оставил службу и перешёл на работу в государственный аппарат. Новый президент республики, друг Тебуева Мустафа Батдыев назначил его исполняющим обязанности заместителя председателя правительства. Через две недели он был утверждён в этой должности. Будучи вторым лицом в республике, он курировал социальную сферу и силовые структуры. Всеми силами боролся с коррупцией и ваххабизмом в Карачево-Черкесии.
18 октября 2004 года автомашина «Нива», в которой находился Тебуев и его водитель, была обстреляна преступниками из автоматов. Находившийся за рулём шофёр остался жив, а сам вице-премьер республики был убит на месте. Расследование преступления затянулось на долгие годы, лишь в 2015 году перед судом предстали трое обвиняемых, двое из которых были оправданы, а ещё один — бывший сотрудник правоохранительных органов Артур Тамбиев — был осуждён к 17 годам лишения свободы.

## Память
- В честь Тебуева названы улица и лицей в городе Усть-Джегута, также в Черкесске установлен памятник[5].